# Molly Hartley – Die Tochter des Satans
Molly Hartley – Die Tochter des Satans ist ein US-amerikanischer Horrorfilm aus dem Jahr 2008. Im Fernsehen lief der Film unter dem Titel Molly Hartley – Pakt mit dem Bösen.

## Handlung
In der Anfangsszene sieht man ein junges Mädchen, wie sie sich heimlich in einer Holzhütte im Wald mit ihrem Freund trifft. Er möchte ihr eine Kette schenken, da sie bald Geburtstag hat. Unterbrochen werden sie von dem Vater des Mädchens, der sie gleich darauf mit zu sich ins Auto nimmt und davonfährt. Während der Fahrt streiten sich die beiden, und mittendrin erwähnt der Vater, dass er ihr das nicht antun kann. Er kann nicht ertragen, dass sie langsam erwachsen wird und beteuert immer wieder, während er das Gaspedal bis zum Boden durchdrückt, dass sie nicht abgeholt werden darf. Von wem er spricht, wird nicht aufgeklärt. Die beiden rasen einen Abhang hinunter und werden von einem herannahenden LKW so gerammt, dass sie einen schweren Unfall erleiden.
Beide überleben den Totalcrash, allerdings hat sich der Vater nicht besonnen. Er greift nach einer Glasscherbe und es wird deutlich, dass er seine Tochter noch im Autowrack ermordet.
Szenenwechsel: Molly Hartley (Haley Bennett) erlebte eine schreckliche Vergangenheit: Ihre eigene Mutter wollte sie, in religiösem Wahn gefangen, mit einer Schere erstechen. Nachdem die Mutter in der Anstalt Clayton aufgenommen und als schwer geistesgestört geführt wird, sind Molly und ihr Vater in eine andere Stadt gezogen, um ein neues Leben zu beginnen.
Molly besucht eine neue Schule, bei der sie nicht nur einen Termin beim Direktor, sondern auch eine Verabredung mit der schuleigenen Psychologin, Mrs. Emerson, wahrnehmen muss. Letzteres verweigert sie vorerst. Molly hört Stimmen in ihrem Kopf, aufgrund jener sie bei der Psychologin angemeldet war.
Im Laufe der Zeit findet Molly eine Freundin in der kirchenfanatischen Alexis und der Rebellin Leah, welche ebenso bei der Psychologin gemeldet ist. Hinzu kommt noch ein Mitschüler, Joseph Young, der Sohn eines reichen Unternehmers der Stadt, mit dem Molly sich ebenfalls anfreundet und schon bald romantische Gefühle zu ihm aufbaut, was auf Gegenseitigkeit beruht. Allerdings erzählt sie niemandem von ihren Stimmen im Kopf.
Doch mit der Zeit häufen sich die Ereignisse; zu den Stimmen in ihrem Kopf kommen nun auch noch Trugbilder hinzu; Molly sieht immer wieder ihre Mutter, die kommt, um sie erneut zu töten, mit den Worten „Ich lasse nicht zu, dass sie dich holen, bald ist es so weit“, und Molly vermutet, dass dies etwas mit ihrem anstehenden 18. Geburtstag zu tun hat.
Des Weiteren klagt Molly immer wieder über Wahnvorstellungen, Kopfschmerzen und starken Schwindel, bis bei ihr schließlich im Krankenhaus ein Tumor im Kopf entdeckt wird, der ihre Leiden verursachen soll.
Molly erhofft sich Besserung, nachdem die Operation erfolgreich verlaufen ist, aber das Gegenteil ist der Fall: Die Halluzinationen werden immer schlimmer und bald weiß sie nicht mehr, was die Wirklichkeit und was Irrealität ist.
Jedoch entspricht alles, was sie sieht, der Wahrheit. Erkenntlich wird dies, als ihre Mutter zum wiederholten Male bei ihr auftaucht: Es entbricht ein Streit zwischen Mutter und Tochter, und Molly stößt ihre Mutter letzten Endes aus Notwehr die Treppe hinunter. Der Sturz trifft Mrs. Hartley tödlich.
Doch vor ihrem Tod hat Mollys Mutter ihr etwas erzählt: Sie sei auf einer Toilette zur Welt gekommen, allerdings totgeboren. Mollys Eltern wären nicht schnell genug im Krankenhaus gewesen, und Mollys Mutter hätte schon einige Fehlgeburten vor ihr gehabt. Beide Eltern hätten sich in diesem Moment nichts mehr gewünscht, als dass Molly ein gesundes Kind werde. Es tauchte eine geheimnisvolle Frau auf (im Film sieht man nur einen Faltenrock), die den Eltern das Leben ihres Kindes versprach. Im Gegenzug allerdings müssten diese einwilligen, das wiederbelebte Kind nach 18 Jahren zurückzugeben, als Tausch für die bevorstehenden 18 Jahre. Molly erfährt, dass ihre Eltern genau dies getan haben, und nun soll Molly an ihrem 18. Geburtstag zurückgeholt werden. Molly erfährt somit, dass ihr Vater ihr das all die Jahre verheimlicht hat und ihre Mutter sie stets schützen wollte.
In Panik läuft sie zu Alexis und bittet sie um Hilfe. Alexis bringt sie in eine Kirche und versucht Molly zu helfen, indem sie sie taufen will. „Es gibt immer eine Wahl“ sagt Alexis zu ihr und Molly will zum Glauben übertreten. Allerdings enthüllt Alexis, dass ihre Oma als Krankenschwester in der Clayton-Anstalt, in der Mollys Mutter eingeliefert wurde, tätig ist und somit weiß, wer Molly wirklich ist. Alexis versucht, Molly im Folgenden zu töten, um ihrer selbst willen.
Molly ist erschrocken. Wieder kommt es zum Kampf, bei dem auch Alexis tödlich verletzt wird.
In ihrer Not bleibt Molly nur noch der Weg zu Joseph, dem sie, vermeintlich zufällig, über den Weg läuft. Er nimmt sie mit und fährt sie zu sich. Joseph versichert ihr, dass er ihr die Geschichte glaubt. Er will Geld holen, um gemeinsam mit Molly zu flüchten, während sie im Auto warten soll. Nachdem er ausgestiegen ist, beschließt Molly, ihre Psychologin anzurufen. Sie wählt die Nummer von einer Karte, die Mrs. Emerson ihr persönlich gab, mit dem Handy von Joseph. Sie zögert, als sie sieht, dass die Nummer bereits eingespeichert ist, hinterlässt aber dennoch eine Nachricht bei Mrs. Emerson. Kurz nachdem sie aufgelegt hat, wird sie von Joseph ins Haus gerufen.
Als Molly Joseph findet, sieht sie keine gepackten Koffer: Molly findet sich in einem Raum wieder, in dem Joseph einen kleinen Tisch mit einem Kuchen hergerichtet hat. „Alles Gute zum Geburtstag“, sagt er zu ihr. Molly sieht auf die im Raum hängende Uhr; noch hat sie nicht Geburtstag.
Molly ahnt bereits, dass etwas nicht stimmt, da geht die Tür hinter ihr auf und Mrs. Emerson, die Psychologin, tritt ein, gefolgt von einem Handlanger, der Mollys zugerichteten Vater mit sich führt. Mrs. Emerson erzählt Molly abermals die Geschichte ihrer Geburt, während sich draußen vor den Fenstern allmählich Schatten versammeln. Molly begreift, dass Joseph ihr eine Falle gestellt hat und ein Teil der Verschwörung ist, ebenso wie Mrs. Emerson.
Mrs. Emerson lädt Molly ein, ein Teil von ihrer Gemeinschaft zu werden. Sie verspricht ihr große Macht, da sie eine der Auserwählten sei. Molly lehnt ihr Angebot ab, allerdings verweist Mrs. Emerson darauf, dass einst ihre Eltern diesen Pakt mit ihr eingegangen sind und jener nicht gebrochen werden kann, außer vielleicht wenn derjenige, der den Pakt geschlossen hat, stirbt. Im Folgenden überlässt Mrs. Emerson Molly die Entscheidung. Sie legt ihr ein Messer vor die Füße und verrät, dass Molly ihren Vater umbringen muss, um selbst die Freiheit zu erlangen. Molly ergreift das Messer und ihr Vater bittet sie inständig, sein Leben für sie zu opfern. In dem Moment schlägt die Uhr zur Stunde Null und Molly erinnert sich an Alexis’ Worte: „Es gibt immer eine Wahl“ – woraufhin Molly nicht ihrem Vater, sondern sich selbst das Messer in die Brust stößt.
In der darauffolgenden Szene sieht man Mr. Hartley im Krankenhaus, eingesperrt in einem Zimmer. Seine zitternden Beine, die verschränkten Arme und ein Arzt, der die Krankenakte vorliest, machen deutlich, dass er nun ebenfalls ein Fall für die Clayton-Anstalt geworden ist und nun jede Hilfe braucht. Der Arzt spricht zu Molly, aber Molly lehnt jede Hilfe ihrerseits ab.
Die letzte Szene zeigt Mollys Abschluss an der Schule. Auch Joseph ist im Bild. Sie spricht vor ihren Mitschülern zum Abschluss als Jahrgangsbeste von einem Wandel ihrer Generation, den die Welt noch nicht gesehen hat. Danach gehen sie und Joseph zu einem bereitstehenden Auto. Auf dem Weg dorthin kommt ihnen Mrs. Emerson entgegen, die Molly nur ein „Man sieht sich“ zuflüstert, danach steigen Molly und Joseph ins Auto und Mrs. Emerson geht zurück zum Schulgebäude.

## Kritik
„Sich ambitioniert gebender, aber nur mittelmäßiger Horrorfilm, dessen deutscher Verleihtitel schon vorgibt, wohin die teuflische Reise geht.“